# De goochelaar (Saint-Germain-en-Laye)
De goochelaar is een schilderij in het Musée Municipal in de Franse stad Saint-Germain-en-Laye, dat toegeschreven wordt aan de Zuid-Nederlandse schilder Jheronimus Bosch of zijn atelier.

## Voorstelling
Het stelt een goochelaar voor die een balletje-balletje-spel uitvoert voor een publiek van negen volwassenen en één kind. Voor zijn voeten zit een hondje met een narrenkap en een belletjesgordel te wachten tot hij zijn kunstjes kan vertonen met de hoepel die tegen de tafel staat. Het is een scène zoals die op een boerenkermis voor zou kunnen komen. Het hoofdthema van het werk is goedgelovigheid. In het Frans heet het werk L'Escamoteur, dat zowel goochelaar als zakkenroller betekent. Terwijl een persoon uit het publiek vol ongeloof toekijkt, wordt zijn beurs gestolen door een man in priestergewaad en knijpbril, die achter hem staat. Terwijl hij dit doet kijkt de man naar de hemel. Alleen de metgezel van de modieus geklede dame schijnt er iets van te merken en wijst haar op de beurzensnijder. Verder bevat het werk allerlei opmerkelijke details, zoals de kikkers die uit de mond van het slachtoffer komen, de ooievaar in het venster linksboven en de uil in het mandje van de goochelaar.

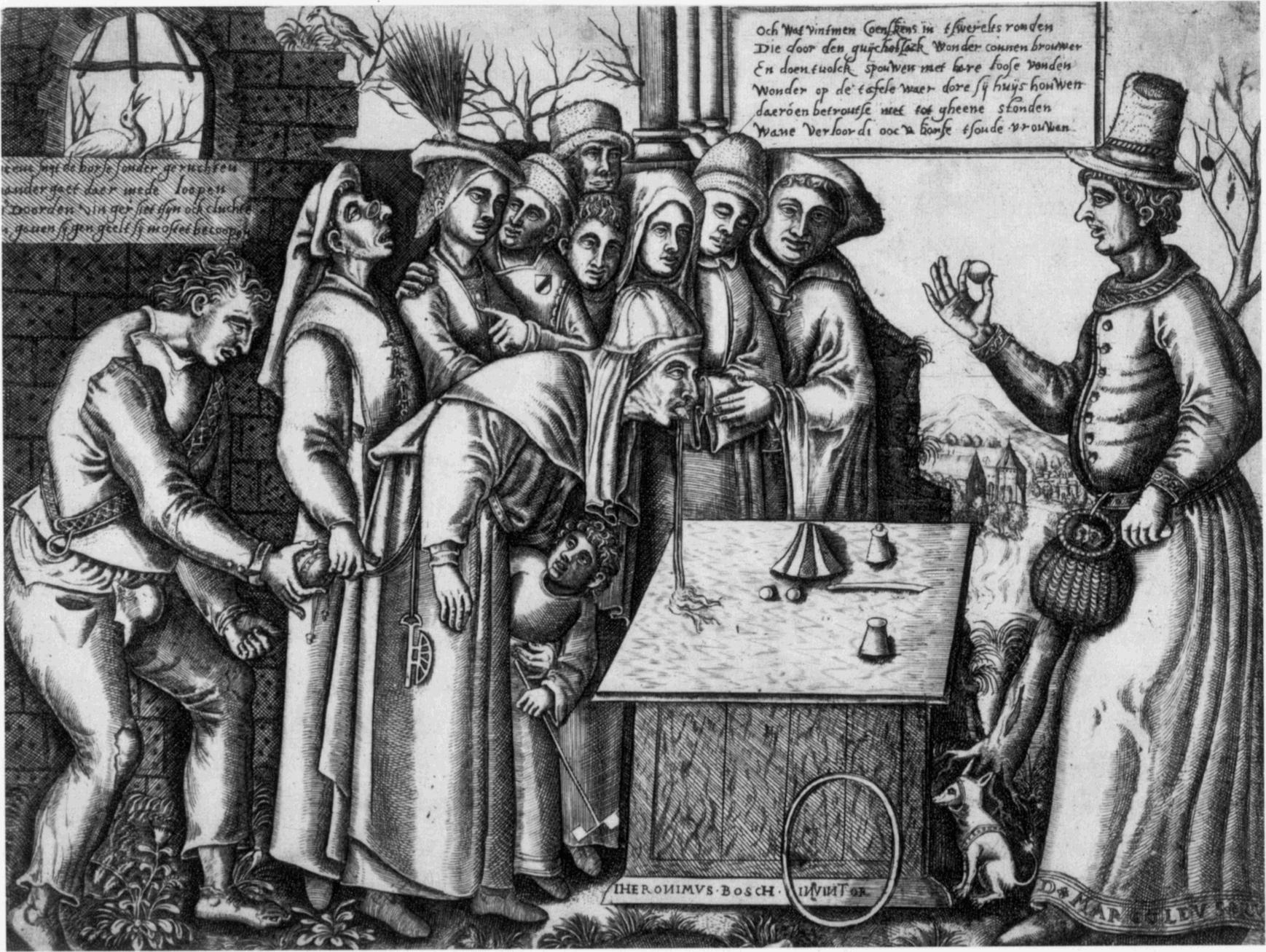
Balthasar van den Bosch (naar Jheronimus Bosch). De goochelaar. Ca. 1550. München, Staatliche Graphische Sammlung.

Op een gravure van Balthasar van den Bosch uit het midden van de 16e eeuw wordt de voorstelling verduidelijkt door middel van het volgende bijschrift:

Och wat vintmen coenskens in tswerelts ronden
Die door den guijckelsack wonder connen brouwen
En doen tuolck spouwen met hare loose vonden
wonder op de tafele waer dore sij huijs houwen
daeroen betrouwse niet tot gheene stonden
want verloordi oock borse tsoude brouwen.

(Och wat vindt men kunstjes in de wereld. Zij die door de goochelzak wonderen kunnen brouwen doen het volk wonderlijke dingen uitbraken op de tafel. Daardoor halen ze hun slag thuis. Vertrouw hen dus nooit, want als je ook je beurs verloor zou het je berouwen)

De kikkers illustreren waarschijnlijk het gezegde ‘een kikker inslikken’, dat betrekking heeft op vergaande lichtgelovigheid. Het kind dat naar het slachtoffer omhoog kijkt heeft eenzelfde soort loopmolentje als het kind op de achterzijde van het altaarfragment van Bosch in het Kunsthistorisches Museum in Wenen. Uit andere werken, zoals de Blaasbalghersteller en de Spotprent op de luiheid, blijkt dat het loopmolentje in de late middeleeuwen waarschijnlijk een zinnebeeld van de dwaasheid was. Het gaat hier dus om een humoristische satire, waarin niet zozeer de goochelaar wordt gehekeld als bedrieger, maar het publiek dat zich voor de gek laat houden en tegelijkertijd wordt beroofd door de werkelijke bedrieger, de dief.

## Toeschrijving en datering
Van de Goochelaar bestaan in totaal vier versies (zie Kopieën). Bosch-kenner Charles de Tolnay schreef het exemplaar in Saint-Germain-en-Laye met enige reserve aan Bosch toe. 'Nadat ik meermalen gelegenheid had het paneel opnieuw te onderzoeken', schreef hij, 'ben ik geneigd het als een origineel te beschouwen'. Alle overige versies zijn volgens hem aan dit paneel ontleend. In 1958 werden de verschillende versies van de Goochelaar door kunsthistorica Lotte Brand Philip gepubliceerd en besproken. Volgens haar is de Saint-Germain-Goochelaar een niet-getrouwe, sterk vereenvoudigde kopie van een verloren gegaan tondo, waarop dezelfde 'toevoegingen' voorkwamen als op een kopie van De goochelaar in Philadelphia. De toevoegingen zijn volgens De Tolnay echter niet van Bosch, maar tussen 1540 en 1560 bedacht. Ook gaat hij ervan uit dat het hier om een jeugdwerk van Bosch gaat. Latere kunsthistorici zijn wat voorzichtiger, zo omschreef Max Friedländer het als ‘perhaps only an old copy’, hoewel hij toegeeft dat het beste exemplaar zich in Saint-Germain bevindt. Volgens Ludwig von Baldass gaat het hier om een kopie naar een vroeg werk van Bosch. Dendrochronologisch onderzoek heeft inmiddels uitgewezen dat het op zijn vroegst pas omstreeks 1502 ontstaan is en dus geen jeugdwerk kan zijn. Bosch-kenner Bernard Vermet denkt dan ook dat het werk zeer waarschijnlijk in de omgeving van Bosch is ontstaan, wat een aanwijzing zou zijn voor het bestaan van een atelier.

## Herkomst

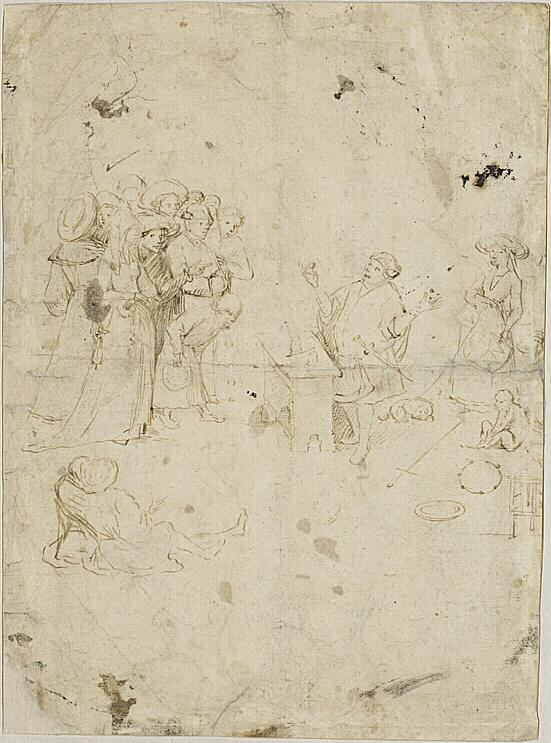
Navolger van Jheronimus Bosch. Goochelaar. Parijs, Louvre.

Volgens een aantekening van Friedländer bevond het zich oorspronkelijk vermoedelijk in München. In 1872 werd het per testament nagelaten aan het Musée Municipal van Saint-Germain-en-Laye door notaris en gemeenteraadslid van Saint-Germain, Louis Alexandre Ducastel (1793-1872). Hij heeft het werk vermoedelijk geërfd van zijn vader Alexandre Jean Ducastel, die genoemd wordt als kunstschilder en verzamelaar. Op 1 december 1978 werd het werk gestolen, maar al op 2 februari 1979 werd het weer teruggevonden. Sindsdien bevindt het zich in een beveiligde omgeving.

## Tekening
In het Cabinet des dessins in het Louvre in Parijs bevindt zich een getekende versie van de Goochelaar, die doorgaans ook aan Bosch toegeschreven wordt. Op deze tekening wordt een vrouw bestolen, terwijl de dief de vrouw semi-oplettend op de kunstjes van de goochelaar wijst. Volgens De Tolnay gaat het hier om een voorstudie, waarschijnlijk voor een tondo-compositie. Ook merkt hij op dat de tekening veel traditioneler is dan het schilderij in Saint-Germain. In de tentoonstellingscatalogus van de tentoonstelling Jheronimus Bosch, die in 2001 in Museum Boijmans Van Beuningen plaatsvond, staat het vermeld als een werk van een navolger van Bosch. In de catalogus van de tentoonstelling in het Noordbrabants Museum in 2016 werd de tekening echter toegeschreven aan Bosch zelf. Op de achterzijde staan verschillende schetsen, waaronder die van een feestvierend gezelschap.

## Kopieën
Van het werk bestaan verder nog minstens drie kopieën, die allemaal toevoegingen bevatten. Het exemplaar dat zich in een privéverzameling in Californië bevindt, wijkt het meeste af. De voorstelling is daar in een tondo geplaatst omgeven door fabelfiguren in grisaille, op dezelfde manier als op de kopie van De keisnijding, die zich in het Rijksmuseum bevindt. Het figuur rechtsonder van de Californische Goochelaar is ontleend aan het middenpaneel van het Antonius-drieluik.
| Verblijfplaats               | Type               | Afmetingen       | Datering  | Afbeelding |
| ---------------------------- | ------------------ | ---------------- | --------- | ---------- |
| Israel Museum, Jeruzalem     | Olieverf op paneel | 84 × 114 cm      | 1500-1599 |            |
| Philadelphia Museum of Art   | Olieverf op paneel | 105,4 × 138,7 cm | 1500-1599 |            |
| Privéverzameling, Californië | Olieverf op paneel | 36,8 × 31,1 cm   | 1500-1599 |            |